# Robin Cook (escritor)
Robert Brian "Robin" Cook (Nova Iorque, 4 de maio de 1940)  é um médico e escritor norte-americano considerado o introdutor do termo "médico" como gênero literário. Após 20 anos do lançamento de seu primeiro livro, Memórias de um médico interno, continuou a dominar a categoria criada por ele mesmo, combinando fatos médicos com fantasia.

## Biografia
Graduou-se em Medicina na  Universidade de Columbia antes de se tornar um escritor especialista em thrillers médicos. Em 1966, concluiu seu doutorado em Harvard e seis anos depois publicou o primeiro livro: Memórias de um médico interno. Cook escreveu uma sucessão de best-sellers do The New York Times, incluindo: Mutação (1989), Sinais Vitais (1991), Cego (1992), Terminal (1993), Cura Fatal (1994), Contágio (1996), Cromossomo 6 (1997) e Toxina (1998). Atualmente divide seu tempo entre suas residências na Flórida e em Boston.

## Obras
Em cada obra, Robin procura escrever os bastidores de um grande centro médico, tais como acontecimentos do cotidiano e outros nem tão comuns assim. Explorou, entre outras coisas, a doação e transplante de órgãos, engenharia genética, a fecundação in vitro, pesquisas sobre drogas, civilizações avançadas, epidemias e o bioterrorismo.

### Livros individuais
|    | Título no Brasil              | Título em Portugal          | Título original    | Ano  | ISBN                                                                  |
| -- | ----------------------------- | --------------------------- | ------------------ | ---- | --------------------------------------------------------------------- |
| 01 | Memórias de um médico interno | Hospital                    | Year of the Intern | 1972 | ISBN 0-451-16555-1                                                    |
| 02 | Coma                          | Coma                        | Coma               | 1977 | ISBN 0-451-20739-4                                                    |
| 03 | A esfinge                     | Esfinge                     | Sphinx             | 1979 | ISBN 0-451-15949-7                                                    |
| 04 | Cérebro                       | Cérebro                     | Brain              | 1981 | ISBN 0-451-15797-4                                                    |
| 05 | Febre                         | Febre                       | Fever              | 1982 | ISBN 0-425-17420-4                                                    |
| 06 | Médico ou Semideus            | Anjo da morte               | Godplayer          | 1983 | ISBN 0-425-17638-X                                                    |
| 07 | Servidão Mental               | Médicos fantoches/Alienação | Mindbend           | 1985 | ISBN 0-451-14108-3                                                    |
| 08 | Vírus                         | Epidemia                    | Outbreak           | 1987 | ISBN 0-425-10687-X                                                    |
| 09 | Medo mortal                   | Gene mortal                 | Mortal Fear        | 1988 | ISBN 0-425-11388-4                                                    |
| 10 | Mutação                       | Mutação                     | Mutation           | 1989 | ISBN 0-425-11965-3                                                    |
| 11 | Erro médico                   | Intenção criminosa          | Harmful Intent     | 1990 | ISBN 0-425-12546-7                                                    |
| 12 | Sinais vitais                 | Sinais vitais               | Vital Signs        | 1991 | ISBN 0-425-13176-9                                                    |
| 13 | Terminal                      | Terminal                    | Terminal           | 1993 | ISBN 0-425-15594n-3 Erro de parâmetro em {{ISBN}}: caractere inválido |
| 14 | Cura fatal                    | Cura fatal                  | Fatal Cure         | 1994 | ISBN 0-399-13879-X                                                    |
| 15 | Risco calculado               | Risco calculado             | Acceptable Risk    | 1994 | ISBN 0-399-13971-3 Erro de parâmetro em {{ISBN}}: soma de verificação |
| 16 | A invasão                     | Invasão                     | Invasion           | 1997 | ISBN 0-425-21957-7                                                    |
| 17 | Toxina                        | Toxina                      | Toxin              | 1998 | ISBN 0-425-16661-9                                                    |
| 18 | Abduzidos                     | O Rapto                     | Abduction          | 2000 | ISBN 0-425-17736-X                                                    |
| 19 | Choque                        | Choque                      | Shock              | 2001 | ISBN 0-425-18286-X                                                    |
| 20 | Degeneração                   | Convulsão                   | Seizure            | 2003 | ISBN 0-425-19794-8                                                    |
| 21 | Benefício na morte            | Transplante                 | Death Benefit      | 2011 | ISBN 978-972-1-06192-7                                                |
| 22 |                               |                             | Nano               | 2013 | ISBN 978-1-101-60666-7                                                |
| 23 |                               | Cell o Médico do futuro     | Cell               | 2014 | ISBN 978-0-425-27385-2                                                |
| 24 |                               |                             | Host               | 2015 | ISBN 978-0-425-27968-7                                                |
| 25 |                               | Charlataes                  | Charlatans         | 2017 | ISBN 978-0-735-21250-3                                                |
| 26 |                               | Viral                       | Viral              | 2021 | ISBN 978-0-593-32829-3                                                |
| 27 |                               |                             | Night shift        | 2022 | ISBN: 978-1-78758-038-1                                               |

### Série de Jack Stapleton e Laurie Montgomery
|    | Título no Brasil | Título em Portugal | Título original | Ano  | ISBN                                                         |
| -- | ---------------- | ------------------ | --------------- | ---- | ------------------------------------------------------------ |
| 01 | Cego             | Cocaína            | Blindsight      | 1992 | ISBN 0-425-13619-1                                           |
| 02 | Contágio         | Contágio           | Contagion       | 1995 | ISBN 0-425-15594-3                                           |
| 03 | Cromossomo 6     | Cromossoma 6       | Chromosome 6    | 1997 | ISBN 0-425-16124-2                                           |
| 04 | Vetor            | Vector             | Vector          | 1999 | ISBN 0-425-17299-6                                           |
| 05 | Marcador         | Marcador           | Marker          | 2005 | ISBN 0-425-20734-X                                           |
| 06 | Crise            | Crise              | Crisis          | 2006 | ISBN 0-425-21657-8                                           |
| 07 | Estado crítico   | Estado crítico     | Critical        | 2007 | ISBN 978-0-399-15423-2                                       |
| 08 | Corpo estranho   | O corpo estranho   | Foreign Body    | 2008 | ISBN 0-399-15502-3                                           |
| 09 | Intervenção      | Intervenção        | Intervention    | 2009 | ISBN 0-399-15570-8                                           |
| 10 | Cura             | Cura               | Cure            | 2010 | Erro de parâmetro em {ISBN}: Faltando ISBN.978-0-425-24260-5 |
| 11 |                  | Pandemia           | Pandemic        | 2018 | ISBN 978-0-525-53534-8                                       |
| 12 |                  | Genesis            | Genesis         | 2019 | ISBN 978-0-525-54217-9                                       |